# Дев'ятнадцята династія єгипетських фараонів
Дев'ятнадцята династія єгипетських фараонів, XIX династія — династія фараонів Стародавнього Єгипту часів Нового царства заснована співправителем останнього фараона XVIII династії Хоремхеба — візиром Парамсесом, який після смерті Хоремхеба став фараоном Рамсесом I.

## Прихід до влади і перші фараони
Родоначальником дев'ятнадцятої династії став воєначальник фараона Хоремхеба Парамсес, син іншого воєначальника та командувача армією на ім'я Сеті (не плутати з фараоном Сеті І). Парамсеса особисто призначив своїм наступником чинний фараон. На трон зійшов під ім'ям Рамсес I.
Рамсес I здійснив похід у Нубію на другому році правління, також при ньому були виконані деякі прибудови до Карнацького храму.
Після смерті Рамсеса трон успадкував його син, Сеті I (1296—1279 рр. до н. е.), що прославився своєю разючою гробницею в Долині Царів, яка є найбільшою скельною гробницею в історії Єгипту.

## Рамсес II
Син Сеті I, Рамсес II (1290—1212 рр. до н. е.) став одним з найвидатніших фараонів в історії Єгипту. Відомий як архітектор — при ньому було зведено безліч храмів і статуй (наприклад, Абу-Сімбел), і як великий воєначальник — здійснив походи до Нубії і Азії. Знаменита битва при Кадеші між єгиптянами і хетами стала першою битвою в історії з масштабним використанням колісниць, по закінченню якої було підписано перший в історії мирний договір.
Відомий Рамсес II і своїм особистим життям — від численних дружин він мав більш 100 синів і дочок. Рамсес II також був набагато вище звичайного єгиптянина і жив близько 90 років за середньої тривалості життя в той період у 30 років. Крім того, як видно по його мумії, він мав украй рідкісний для стародавніх єгиптян колір волосся — рудий.

## Мернептах і останні представники династії
Мернептах (1212—1202 рр. до н. е.) — Один з безлічі синів Рамсеса II, став фараоном лише в 60 років, настільки довго правив його батько. Відбив одну з перших навал «Народів моря». Мернептаха успадковував його син, Сеті II (1202—1195 рр. до н. е.), під час правління якого трон був узурпований Аменмесом (1200—1196 рр. до н. е.), імовірно був онуком Рамсеса II. Після смерті Сеті II трон успадкував його син Саптах (1194—1188 рр. до н. е.), при регентстві своєї мачухи Таусерт, що стала після смерті Саптаха останнім фараоном XIX династії (1188—1186 рр. до н. е.). Правила вона недовго і з її смертю почалася анархія, в ході якої до влади прийшла XX династія.

## Фараони XIX династії
| Фараон              | Тронне ім'я              | Дати                  | Гробниця | Дружини                                                                       |
| ------------------- | ------------------------ | --------------------- | -------- | ----------------------------------------------------------------------------- |
| Рамсес I            | Мен-пехті-Ра             | 1292—1290 (1298—1296) | KV16     | Сатра                                                                         |
| Сеті I              | Мен-маат-Ра              | 1290—1279 (1296—1279) | KV17     | Туйя(єгипетська)                                                              |
| Рамсес II           | Усер-маат-Ра Сетеп-ен-Ра | 1279—1212             | KV7      | Нефертарі Ісітнофрет I Маатхорнефрура Мерітамон Бент-Анат Небеттауі Хенутміра |
| Мернептах           | Ба-ен-Ра                 | 1212—1201             | KV8      | Ісітнофрет II                                                                 |
| Сеті II             | Усер-хеперу-Ра Мері-Амон | 1201—1195             | KV15     | Таусерт Тахат                                                                 |
| Аменмес (узурпатор) | Мен-мі-Ра Сетепен-Ра     | 1200—1196             | KV10     | н/д                                                                           |
| Саптах              | Ехен-Ра Сетеп-ен-Ра      | 1194—1188             | KV47     | —                                                                             |
| Цариця Таусерт      | Сатра Меренмут           | 1188—1186             | KV14     | —                                                                             |